# Constructe personal (teoria)
La teoria dels constructes personals (TCP) és una teoria desenvolupada per George A. Kelly (1995/1991, 2001) que parteix del postulat filosòfic del alternativisme constructiu segons el qual el significat que atribuïm a l'experiència és resultat d'una construcció personal. La realitat estaria per tant subjecta a variades construccions personals, algunes de les quals poden ser profitoses per a l'individu i altres no ser-ho. Es tractaria d'un procés de construcció i reconstrucció successiva que pot explicar-se mitjançant del "cicle de l'experiència" esbossat per Kelly. La salut mental dependria de ser capaços de tancar adequada i repetidament el cicle, el qual pot entendre com un procés continu mitjançant el qual s'anticipa, avalua i dona significat a l'experiència:
1. Anticipació de l'experiència
2. Implicació en el resultat
3. Trobada amb el succés
4. Validació i invalidació de l'anticipació
5. Revisió constructiva del sistema

Una hipòtesi planteja que com més primerenca sigui la fase en què s'encalla la persona, més greu és la patologia que presenta (Feixas i Neimeyer). Cada individu accedeix a la realitat (organitza el coneixement) en una estructura jeràrquicament ordenada anomenada sistema de constructes personals. Els constructes s'organitzen dicotòmicament (bonic-lleig, veritable-fals).
Els objectius de la TCP serien els d'avaluar les construccions mitjançant les quals les persones donen sentit a la seva experiència i facilitar el que descobreixi altres significats que li siguin més útils. La TCP té la virtut de ser una teoria coherent tècnicament eclèctica.
El màxim exponent del treball psicoterapèutic amb nens i adolescents de la TCP és Tom Ravenette. Els objectius del treball amb nens des de la TCP serien:
1. Avaluar les construccions mitjançant les quals el nen es dona sentit a si mateix i als altres.
2. Facilitar que el nen descobreixi nous significats personals que li siguin útils i li permetin sentir-se millor.